# Comte des écuries
Le comte des écuries ou comte de l’étable (en latin comes stabuli ; en grec byzantin κόμης τού σταύλου/στάβλου) désigne dans l’Empire romain tardif et dans l’Empire byzantin le haut fonctionnaire chargé des écuries de Constantinople et de Malagina, la plus importante zone de campement fortifié d’Asie Mineure. Responsable des écuries impériales, il est chargé pendant les campagnes militaires de la logistique des convois, du ravitaillement des bêtes et des muletiers.

## Historique et fonctions
Cette fonction apparait pour la première fois au IVe siècle sous le vocable de tribunus [sacri] stabuli (tribun des écuries [sacrées]). Son titulaire a alors la responsabilité de procurer à l’armée et à la cour les chevaux dont elles avaient besoin. Selon Ammien Marcellin, il avait rang égal au tribun des scholae palatinae, régiment d’élite constituant la garde du palais. On trouve ces fonctionnaires mentionnés dans la Notitia dignitatum comme praepositi gregum et stabulorum sous le comes rerum privatarum. Selon le Codex Theodosianus (6.13.1), ils furent par la suite élevés à la dignité de comites (comtes) avec rang de vir clarissimus au début du Ve siècle, mais l’ancien titre de tribun continua à être utilisé un certain temps,.
On connait huit titulaires de cette fonction en Occident, dont l’empereur Valens (règne 364-378) et ses beaux-frères, Céréalis et Constantinianus. Cette dignité était manifestement associée de près à la famille impériale comme en témoigne le fait que Stilichon la reçut lorsqu’il épousa Serena, la nièce de l’empereur Théodose Ier (règne 378-395). On ne rencontre que peu de titulaires après cette période. Le grand général Flavius Aetius la reçut en 451 ; au VIe siècle, une variante, « comte des écuyers impériaux », fut conférée à des généraux importants comme Bélisaire et Constantinianus. Le chroniqueur Théophane le Confesseur mentionne au IXe siècle que Baduaire, un parent de l’empereur Justin II (règne 565-578), aurait détenu la position de comte des écuries sacrées,. De même, un certain Yazid, connu uniquement par des sceaux à son nom, occupe cette fonction dans la première moitié du VIIIe siècle. On retrouve la position dans les sources au cours des années 820 alors que le prōtospatharios et komēs tou basilikou hippostatiou Damien conduisit une expédition infructueuse contre les Arabes en Crète,.
On est mieux renseigné sur la position de komēs tou staulou à Byzance au cours des IXe et Xe siècles ; ses titulaires faisaient alors partie du cercle des officiers militaires appelés stratarchai. Ils avaient alors la charge, avec le logothète des troupeaux (logothetēs tōn agelōn), des chevaux impériaux dans la capitale, Constantinople, de même que des écuries situées dans le camp fortifié (aplēkton) de Malagina en Bithynie. Ils avaient généralement rang de patrikios et se situaient au cinquante-et-unième rang de la hiérarchie impériale,. Au cours des processions impériales, de même qu’en campagne, le komès tou staulou escortait le basileus en compagnie du prōtostratōr ; il jouait également un rôle lors de la réception des ambassadeurs étrangers.
Au Moyen Âge, cette fonction fut reprise dans plusieurs royaumes médiévaux où elle était appelée « comte de l’étable », donnant ainsi naissance au « connétable » en France ou au « Lord High Constable » en Angleterre.

## Officiers subalternes
Bien que le personnel (officium) du comte des écuries ne soit pas formellement spécifié dans les sources byzantines, on peut en déduire, au moins partiellement, la composition pour les IXe et Xe siècles. On y trouvait,, :
- deux chartulaires (χαρτουλάριοι), un pour Constantinople (en grec : ό έσω χαρτουλάριος, litt. le chartulaire de l’intérieur) et un pour Malagina (en grec : ό χαρτουλάριος τών Μαλγίνων ou : ό έξω χαρτουλάριος, le chartulaire « de l’extérieur » i.e. « provincial »)[4],[5],[11] ;
- un epeiktes, souvent épelé epiktes sur les sceaux (en grec : έπ[ε]ίκτης, signifiant selon John Bagnell Bury « le superviseur qui accélère le travail »), responsable du fourrage, de l’abreuvage et des autres fournitures reliées à l’écurie comme les fers à chevaux ou les selles[1],[11] ;
- un saphramentarios (en grec : σαφραμεντάριος) dont l’origine du titre et les responsabilités ne sont pas connues. D’après les sources, on peut déduire qu’il s’occupait de l’équipement des mules impériales avant une expédition[4],[5],[11] ;
- les quatre comtes (komētes) de Malagina (en grec : όι δ’ κόμητες τών Μαλαγίνων)[4],[5],[11] ;
- quarante écuyers (en grec : οι μ’ σύντροφοι τών σελλαρίων), aussi connus sous le nom d’écuyers des deux écuries (en grec : οι μ’ σύντροφοι τών δύο στάβλων, c.-à-.d. celles de Constantinople et de Malagina). Ils étaient probablement des officiers subalternes chargés des détachements de mules[4],[5],[11] ;
- le kellarios (en grec : κελλάριος), aussi appelé apothetēs (en grec : άποθέτης) de l’écurie impériale, responsable du grenier de l’écurie[4],[5],[11].

### Sources primaires
- (en) Ammien Marcellin, Rerum Gestarum Scriptor : histoire et historiographie au Moyen âge, Paris, Presses Université Paris Sorbonne, 2012, 780 p. (ISBN 978-2-84050-846-5).
- Anonyme, Notitia dignitatum (lire en ligne).

### Sources secondaires
- (en) John Bagnell Bury, The Imperial Administrative System In The Ninth Century : With A Revised Text of Kletorologion Of Philotheos, Kessinger Publishing’s, 1911 (ISBN 0-548-87453-0).
- Rodolphe Guilland, Recherches sur les institutions byzantines, t. I, Berlin, Akademie Verlag, 1967 (lire en ligne), « Le Grand Connétable », p. 469-477.
- (en) Alexander Kazhdan (dir.), Oxford Dictionary of Byzantium, New York et Oxford, Oxford University Press, 1991, 1re éd., 3 tom. (ISBN 978-0-19-504652-6 et 0-19-504652-8, LCCN 90023208).
- (en) Noel Emmanuel Lenski, Failure of Empire : Valens and the Roman State in the Fourth Century A.D., Berkely et Los Angeles, University of California Press, 2002, 454 p. (ISBN 978-0-520-23332-4, lire en ligne).
- Nicolas Oikonomidès, Les Listes de préséance byzantines des IXe et Xe siècles, Paris, CNRS, 1972.